# Alberto Fernández Díaz
Alberto Fernández Díaz   (Barcelona, 12 de desembre de 1961) és un polític i advocat català, membre del Partit Popular de Catalunya, partit del qual fou president entre 1996 i 2002. Va ser regidor i president del grup municipal del Partit Popular a l'Ajuntament de Barcelona.

## Biografia
Fernández Díaz va néixer l'any 1961 a Barcelona, fill d'Eduardo Fernández Ortega, tinent coronel de cavalleria de l'Exèrcit, nomenat el 1953 sub-inspector en cap de la Guàrdia Urbana de Barcelona al si d'una família nombrosa; és el vuitè de deu germans. Va estudiar als Jesuïtes de Sarrià i a un internat a Tudela. Va cursar estudis universitaris a la Universitat de Barcelona aconseguint la llicenciatura en Dret el 1984. El 1992 contragué matrimoni i tingué 3 fills: Marc, Alberto i Clara.
Situat políticament a la dreta des de la seva estada a la universitat, quan va ingressar a l'Alianza Popular de Manuel Fraga el 1981, i l'any 1999 fou designat nou candidat del PP de Catalunya a la presidència de la Generalitat en substitució d'Aleix Vidal-Quadras. Per tant, fou elegit diputat al Parlament de Catalunya.
Quan era president del PPC va haver d'afrontar l'assassinat dels regidors del seu partit a Sant Adrià del Besòs i de Viladecavalls, José Luis Ruiz Casado i Francisco Cano Consuegra, l'any 2000. En un acte d'homenatge a les víctimes d'ETA, Alberto Fernández va dir "Les seves vides són llavors de llibertat, i les nostres úniques armes contra el terrorisme han de ser la raó i la paraula". A les eleccions de 2003, el PP va apostar per Josep Piqué com a president del partit i nou candidat a la presidència de la Generalitat, i Alberto Fernández Díaz es va situar com a candidat a l'alcaldia de Barcelona aquest mateix any, repetint el 2007, el 2011 i el 2015.
Seguint la línia ideològica del seu partit, Fernández Díaz, des del seu pas a la política municipal el 2002, s'ha posicionat vinculant immigració i delinqüència.
És germà del també polític del Partit Popular Jorge Fernández Díaz.

## Cronologia
- 1980: Afiliació a l'Alianza Popular[3]
- 1983: President de Noves Generacions de l'Aliança Popular i Vicepresident Nacional de Noves Generacions del PP
- 1987: Regidor de l'Ajuntament de Barcelona i portaveu d'AMB en l'Àrea Metropolitana de Barcelona
- 1991: Secretari Provincial del Partit Popular de Barcelona
- 1993: Vicesecretari General del Partit Popular Català
- 1996: President del Partit Popular Català
- 1999: Candidat a la Presidència de la Generalitat de Catalunya, Diputat en el Parlament i president del Grup Parlamentari Popular
- 2001: Senador
- 2003, 2007, 2011, 2015: Candidat a l'Alcaldia de Barcelona[6][8]